# LP 890-9
Désignations
LP 890-9, également connue comme SPECULOOS-2 ou TOI-4306, est une étoile naine rouge de la constellation de l'Éridan, située à 105,4 années-lumière de la Terre. Elle possède deux exoplanètes connues en orbite, et avec une magnitude apparente de 18, c'est l'une des étoiles les moins brillantes autour desquelles une exoplanète en transit a été découverte par le satellite TESS.

## Propriétés
LP 890-9 est une naine rouge de type spectral M6V. D'après les mesures astrométriques du satellite Gaia, elle est distante de ∼ 105,4 a.l. (∼ 32,3 pc) de la Terre, elle possède un mouvement propre élevé de 332,9 mas/an et s'éloigne à une vitesse radiale héliocentrique d'environ +29 km/s. L'étoile fait 12 % la masse et 15 % le rayon du Soleil. Elle est âgée autour de 7,2 milliards d'années et sa température de surface est de 2 871 K.

## Système planétaire
En 2022, deux exoplanètes ont été découvertes en orbite autour de LP 890-9 par la méthode des transits. La première, LP 890-9 b, a d'abord été identifiée par le satellite TESS. D'autres observations faites par l'observatoire SPECULOOS ont confirmé l'existence de cette planète et ont permis d'en découvrir d'une deuxième, LP 890-9 c. Toutes les deux sont probablement des planètes telluriques un peu plus grandes que la Terre. La planète extérieure, LP 890-9 c, orbite dans la zone habitable de l'étoile, et est une bonne cible pour que le télescope spatial James Webb puisse caractériser son atmosphère,.
LP 890-9 c orbite près du bord intérieur de la zone habitable conservatrice, et les modélisations sont partagées sur le fait de savoir si la planète ressemble plus à la Terre ou à Vénus. En obtenant des spectres avec James Webb, il devrait être possible de départager ces deux scénarios. La planète est également en rotation synchrone avec son étoile.
| Planète | Masse     | Demi-grand axe (ua) | Période orbitale (jours)             | Excentricité | Inclinaison          | Rayon                 |
| ------- | --------- | ------------------- | ------------------------------------ | ------------ | -------------------- | --------------------- |
| b       | < 13,2 M🜨 | 0,018 75 ± 0,000 10 | 2,729 902 5+0,000 003 4 −0,000 004 0 |              | 89,67+0,22 −0,33°    | 1,320+0,053 −0,027 R🜨 |
| c       | < 25,3 M🜨 | 0,039 84 ± 0,000 22 | 8,457 463 ± 0,000 024                |              | 89,287+0,026 −0,047° | 1,367+0,055 −0,039 R🜨 |